# Vögel sterben in Peru
Vögel sterben in Peru (Originaltitel: Les oiseaux vont mourir au Pérou) ist ein französisches Filmdrama aus dem Jahr 1968 von Romain Gary, der auch das Drehbuch verfasst hatte. Dieses beruht auf seiner eigenen gleichnamigen Kurzgeschichte. Die Hauptrollen sind mit Jean Seberg, Maurice Ronet, Pierre Brasseur und Jean-Pierre Kalfon besetzt. Zum ersten Mal ins Kino kam der Film am 20. Juni 1968 in Frankreich. In der Bundesrepublik Deutschland hatte er seine Premiere am 22. August 1968. 

## Handlung
Im Mittelpunkt des Films steht die etwas knaben- und fast engelhaft wirkende Adriana. Mit ihrem reichen, um etliche Jahre älteren Mann samt Chauffeur befindet sie sich auf einer Weltreise. In Peru feiern sie Karneval. Nach einem erotischen Erlebnis mit mehreren hinter Karnevalsmasken verborgenen Männern frühmorgens am Strand wird sich Adriana wieder dessen bewusst, was sie selbst ihre „unheilbare Krankheit“ nennt, ihre Nymphomanie nämlich. Obwohl ihr das Leid über diese Veranlagung auf dem Gesicht geschrieben steht, ist ihre nächste Station das Bordell von Madame Fernande, wo sie sich nicht nur vor ihrem sie suchenden Gatten verbirgt, sondern auch wieder ihrer Leidenschaft nachgibt.
Mit dem Chauffeur ihres Mannes hatte Adriana einst vereinbart, dass jener sie töten solle, wenn ihre Veranlagung ihr unerträglich werden sollte, und nun ist es so weit. Aber nicht einmal den erlösenden Schuss will Adriana abwarten; sie geht ins Wasser. In letzter Sekunde wird sie von dem verkrachten Literaten Rainier vor dem Schlimmsten bewahrt. Dieser versichert ihr seine Liebe und erklärt, dass er sie nicht mehr verlassen wolle.
Der Chauffeur, der personifizierte Zynismus, schickt sich an, nicht nur Adriana, sondern auch ihren Mann, der ohne seine Frau nicht weiterleben zu können glaubt, zu töten, wird aber im gleichen Augenblick von einem eifersüchtigen Indigenen selbst umgebracht. Die Stelle des Chauffeurs erhält nun der Literat. Adrianas Leben wird sich nicht ändern.

## Kritiken
Der Evangelische Film-Beobachter fasst seine Kritik wie folgt zusammen: „Versuch der Charakterisierung des seelischen Zustandes einer Nymphomanin. Die Personen des Films sind nicht so tiefgreifend und überzeugend angelegt, wie man es von einem thematisch wie formal derart ehrgeizigen Streifen müßte erwarten können. Das Ausgefallene und die Pose dominieren. Der Atmosphäre angemessene Bilder und beachtliche Schauspielerleistungen machen einige Mängel wett. Für Erwachsene.“
Das Lexikon des internationalen Films gelangt zu einer ähnlichen Einschätzung: „Erstlingsfilm des französischen Schriftstellers Romain Gary, der das heikle Thema nicht in erster Linie als klinischen Fall ausleuchtet, sondern die Frau und ihre Veranlagung in Beziehung zur Umwelt setzt, dabei aber jegliche ethische Wertung ausspart. Der gut fotografierte und gespielte Film krankt an seiner allzu überdeutlichen Symbolik.“